# Route départementale 902 (Haute-Savoie)
Pour les articles homonymes, voir Route départementale 902.
En Haute-Savoie, la route départementale 902 relie Thonon-les-Bains aux Contamines-Montjoie. Elle correspond à l'ancienne route nationale 202 et appartient à la Route des Grandes Alpes.

## Sites remarquables
- Les Gorges du pont du diable
- Lac du Jotty et barrage du Jotty
- Abbaye d'Aulps
- Avoriaz
- Mont-Chéry (Les Gets)
- Chartreuse de Mélan
- Musée de l'horlogerie